# Ștefăniță Lupu

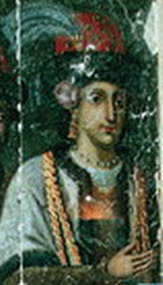
Ștefăniță Lupu

Ștefăniță Lupu, auch: Ștefan X. Lupu (* 1641; † 1661) war vom 1. Dezember 1659 bis zum 29. September 1661 Fürst der Moldau im Budschak.

## Leben
Seinem Vater, Fürst Vasile Lupu, und seinem hartnäckigen Drängen bei der Hohen Pforte ist es zu verdanken, dass Lupu die Nachfolge von Grigore Ghica antrat. Seine kurze Regierungszeit umschloss allerdings verheerende Jahre der moldauischen Geschichte: Tataren und Türken fielen ins Land ein (letztere führten einen eigenen Thronprätendenten mit sich), auch mit dem walachischen Fürsten Constantin Șerban Basarab kam es zu kriegerischen Auseinandersetzungen. Kurz später brach die Pest aus, der eine katastrophale Hungersnot folgte.
Da die Hungernden sogar Schilf rieben und aßen, trug der Fürst bald den Spitznamen „Papură-Vodă (Fürst Schilf)“. Als 20-Jähriger befand sich Ștefăniță in Tighina (dem heutigen Bender) und half den Osmanen und Tataren beim Bau einer Verteidigungsanlage gegen die Kosaken. Dabei erkrankte er und starb 1661.
Auch heute noch gibt es im Rumänischen die Redewendung „parcă trăiești în tara lui Papură-Vodă“ (deutsch: „als ob du im Lande von Fürst Schilf lebtest“). Gemeint ist damit ein Zustand völliger Anarchie und Gesetzeslosigkeit, politisches Chaos, in dem einfach alles möglich ist.